# Wickerode
Wickerode is een plaats en voormalige gemeente in de Duitse deelstaat Saksen-Anhalt en maakt deel uit van de gemeente Südharz in de Landkreis Mansfeld-Südharz.

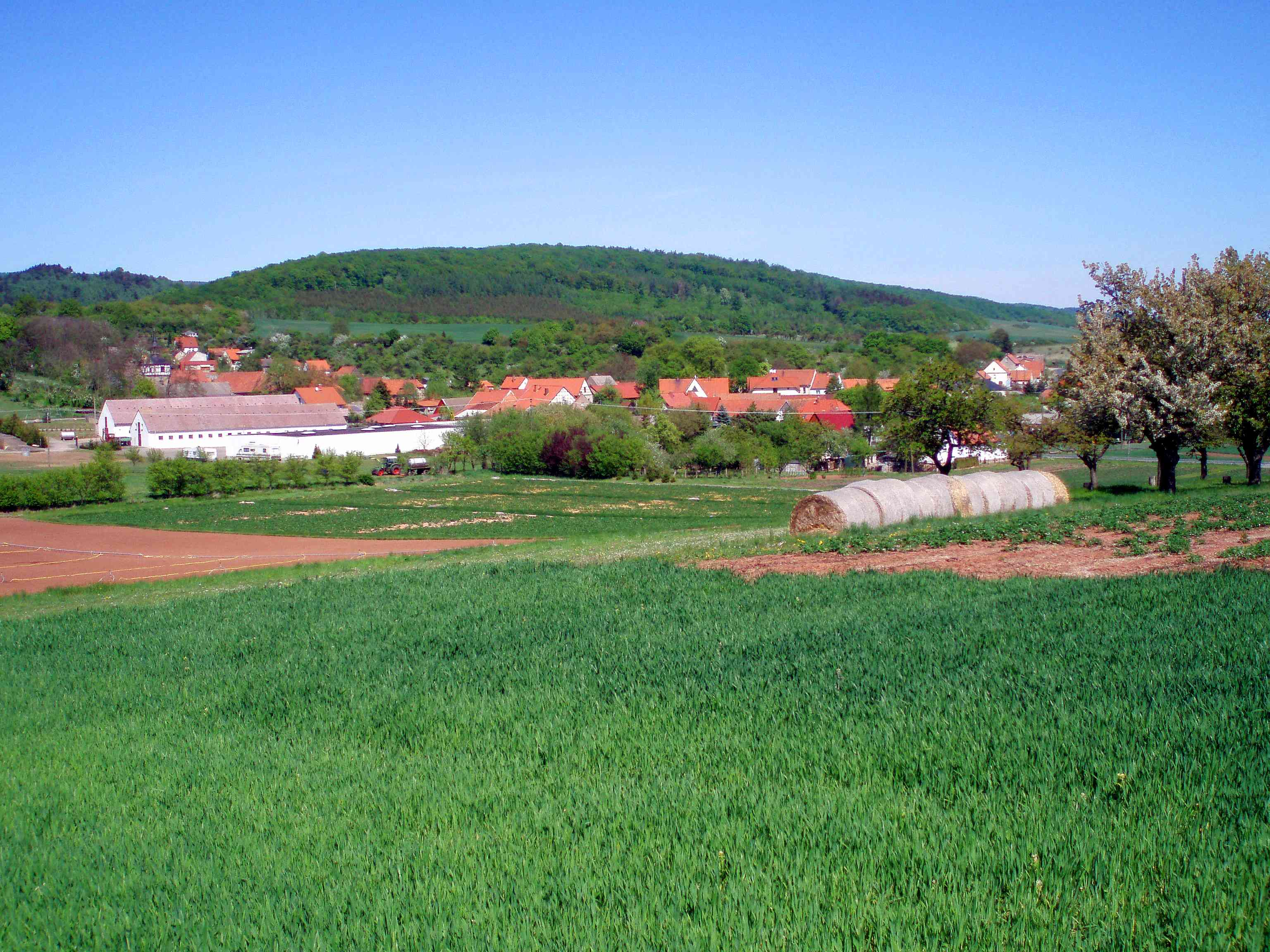
Wickerode

Wickerode telt 285 inwoners.